# Meziklasí
Meziklasí (německy Mesiklas) je malá vesnice, část obce Dolní Město v okrese Havlíčkův Brod. Nachází se asi 2,5 km na severozápad od Dolního Města. V roce 2009 zde bylo evidováno 42 adres. V roce 2001 zde žilo 58 obyvatel.
Meziklasí je také název katastrálního území o rozloze 3,88 km2. V katastrálním území Meziklasí leží i Loukov.
V současné době v Meziklasí působí jedna jediná firma Chalupa pod Melechovem.

## Další fotografie

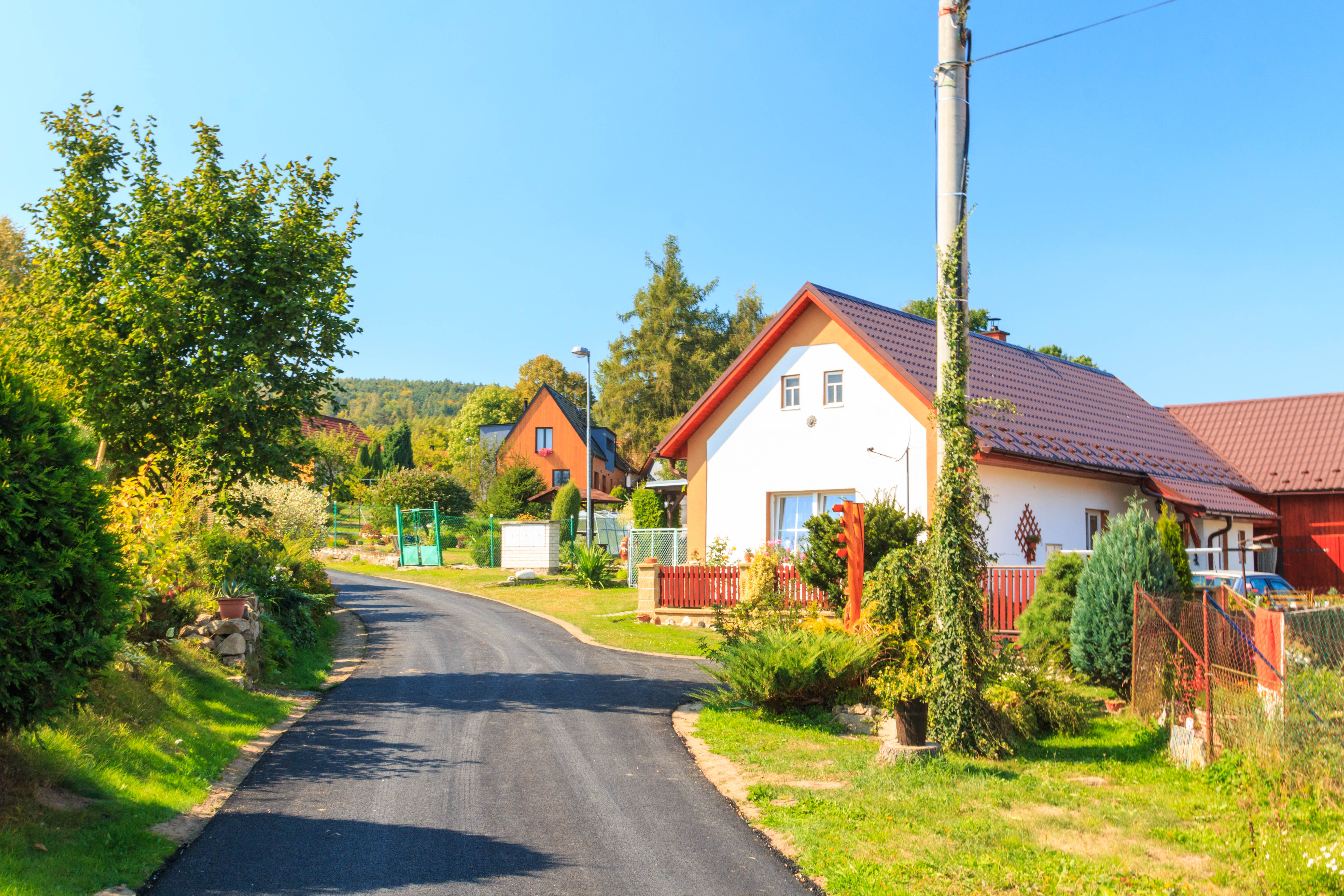
Meziklasí - čp. 2
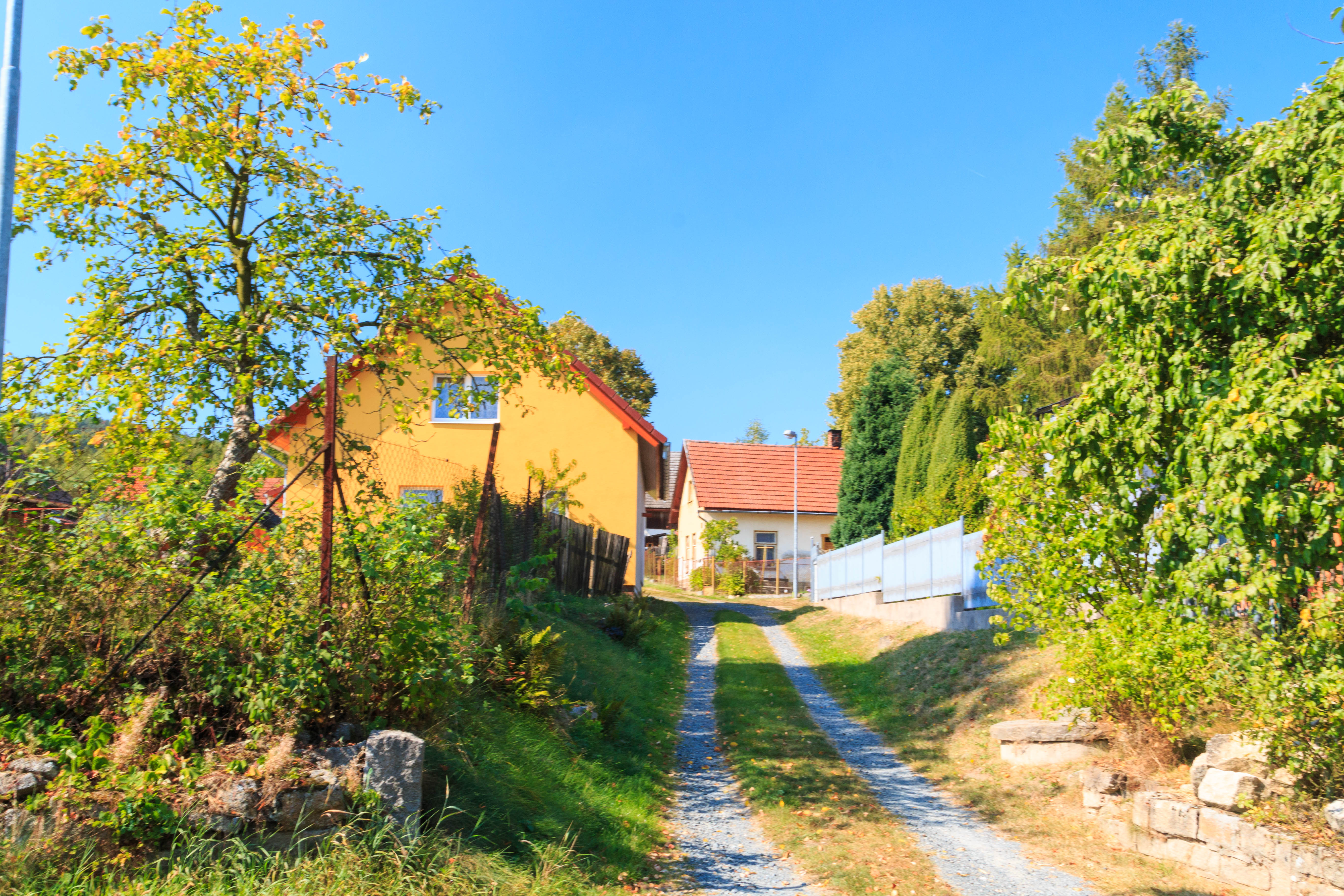
Meziklasí - čp. 27
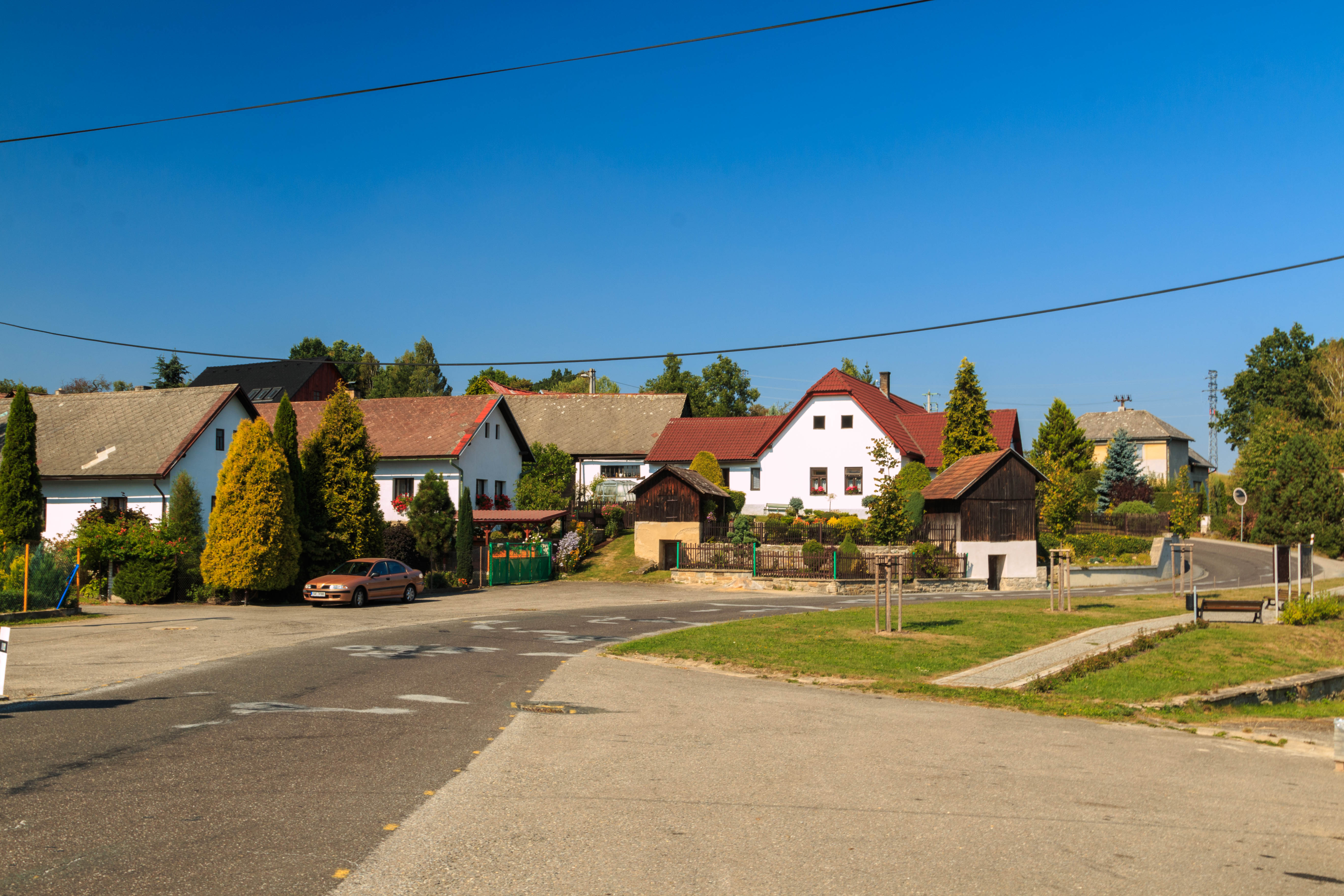
Meziklasí - čp. 18
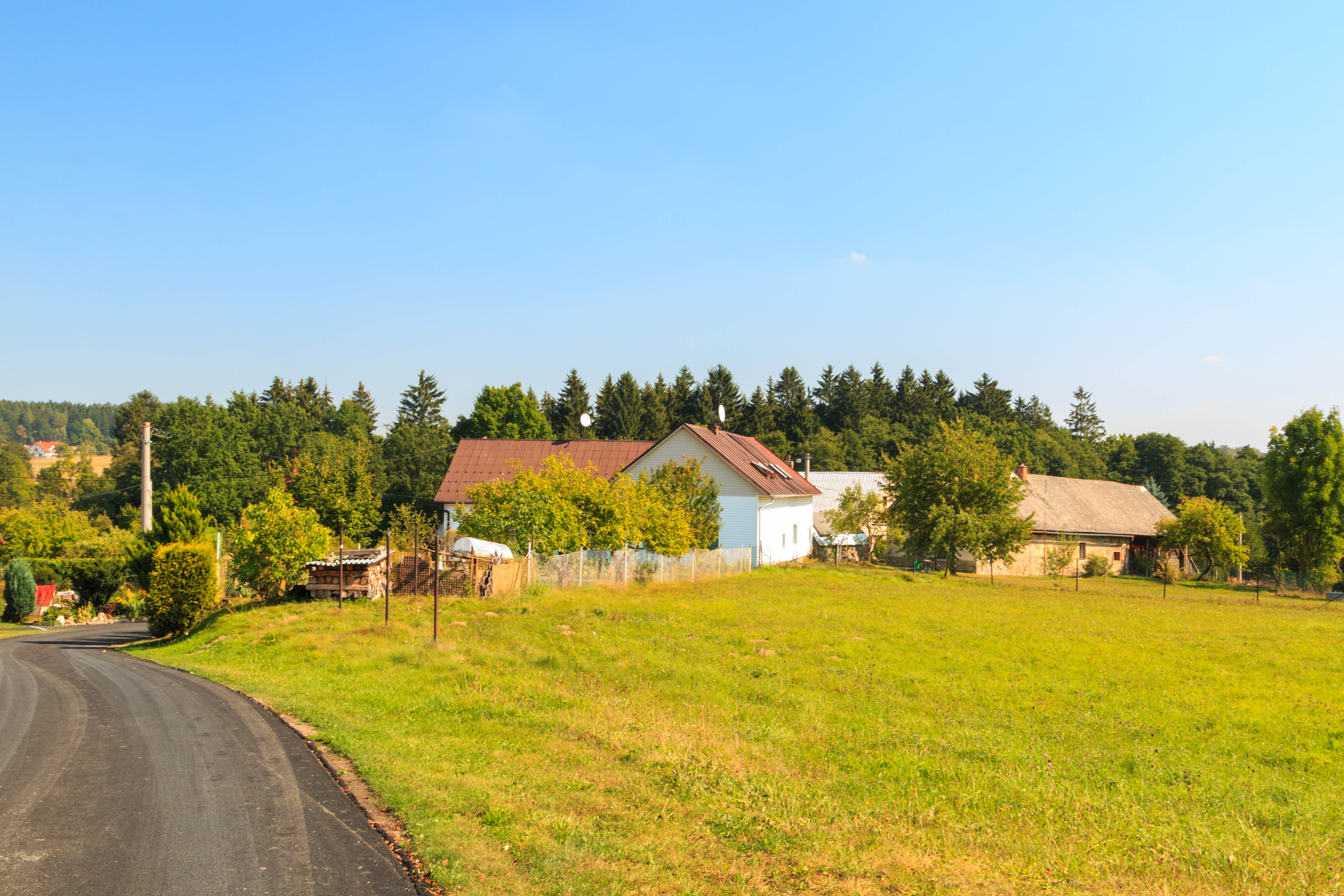
Meziklasí - čp. 32